# Muanda Nsemi
Ne Muanda Nsemi, de son vrai nom Zacharie Badiengila, né en 1946 dans la province du Bas-Congo au Congo belge et mort le 18 octobre 2023 à Kinshasa, est un écrivain et homme politique congolais.
De formation scientifique, Ne Muanda Nsemi a d’abord été enseignant de Physique-Chimie et de Mathématiques. Il a ensuite occupé les fonctions de chef de laboratoire de chimie à l’Office des Routes.
Il avait également été chef du laboratoire de bactériologie à l’Institut de Médecine Tropicale.
Sur le plan politique, il avait été élu deux fois, député, à l’Assemblée Nationale de la République Démocratique du Congo.
Ne Muanda Nsemi est un notable politico-religieux Kôngo. Il est le grand maître de Bundu dia Kongo et porte le titre de Nlongi’a Kongo Ne Mankandala. Il est le chef de file du mouvement politico-religieux Bundu dia Kongo.

## Biographie

### Origine, éducation et influences
Né en 1946, Ne Muanda Nsemi (« l’esprit créateur » en kikongo) est originaire du territoire de Luozi dans la province du Bas-Congo (Kongo-Central depuis 2015).
Il est chimiste de formation. Il se considère au début comme héritier spirituel de Simon Kimbangu, prédicateur et prophète du mouvement religieux kimbanguiste. Il se définit ensuite comme héritier politique de Joseph Kasa-Vubu, autonomiste et partisan de la résurrection du Kongo du XVe siècle. Ses deux mentors sont issus comme lui de l’ex Bas-Congo.

### Carrière politique
Ne Muanda Nsemi (parfois orthographié Muanda), crée son mouvement politique en 1969, mais officiellement en 1986 car étant une simple organisation culturelle à ses débuts. Il rédige plusieurs ouvrages notamment en kikongo dont l'un Mvutu kua PSV, « réponse à la PSV de Bavua Ntinu ». Il est député national, et candidat non élu au poste de vice-gouverneur[réf. nécessaire].
Il est accusé de traduire sans autorisation expresse les textes des enseignements de la PSV afin de les enseigner à ses adeptes. Ce n'est que dans les années 2000, lors des législatives de 2006, qu'il traite Joseph Kabila de « Rwandais qui veut accaparer la RDC ». Son mouvement s’agrandit ensuite pour faire face aux enjeux politiques, déclenchant ainsi les émeutes du Bas-Congo de février 2007.
Un autre affrontement se déclenche durant plusieurs jours devant sa résidence à Kinshasa, et se termine le 3 mars 2017 par son arrestation et son incarcération à la prison de Makala à Kinshasa. Il s’évade avec le soutien de ses miliciens qui déclenchent un feu au centre pénitentiaire de Makala,.
Il disparaît pendant un long moment, passant quelquefois pour mort. Il réapparaît en 2019 pendant la présidence de Félix Tshisekedi, espérant une amnistie par le canal de Joseph Olenghankoy.  Il s'attaque encore au nouveau président élu, l'accusant d’épouser une Rwandaise.
Il rouvre une autre attaque en mars 2020, dans différentes villes de la province du Kongo central. Ne Muanda est arrêté au mois d'avril et admis au centre neuro-psychopathologique de Kinshasa. Certains députés plaident en sa faveur et il sera libéré après des longues négociations, reconnaissant Félix Tshisekedi, et s'excusant auprès de la première dame.

### Mort
Ne Muanda Nsemi meurt le 18 octobre 2023 à Kinshasa où il résidait, à l'âge de 77 ans,.

## Publication
- (kg) Ne Muanda Nsemi (Bundu dia Kongo), Puissance spirituelle du verbe (Congo) : Mvutu kua PSV, Kinshasa, Ndietika Mpolo Ngimbi, 1998 (OCLC 77781332), p. 32